# فلكرك
فَلكِرك هي مدينة تقع في الأراضي المنخفضة الوسطى في إسكتلندة. تقع في الوادي الرابع ،23 1⁄2 ميل (38 كيلومتر) شمال غرب إدنبرة و20 1⁄2 ميل (33 كـم) شمال شرق غلاسكو.